# Oiozona
Oiozona là một chi bướm đêm thuộc họ Geometridae.